# Jaap Visser

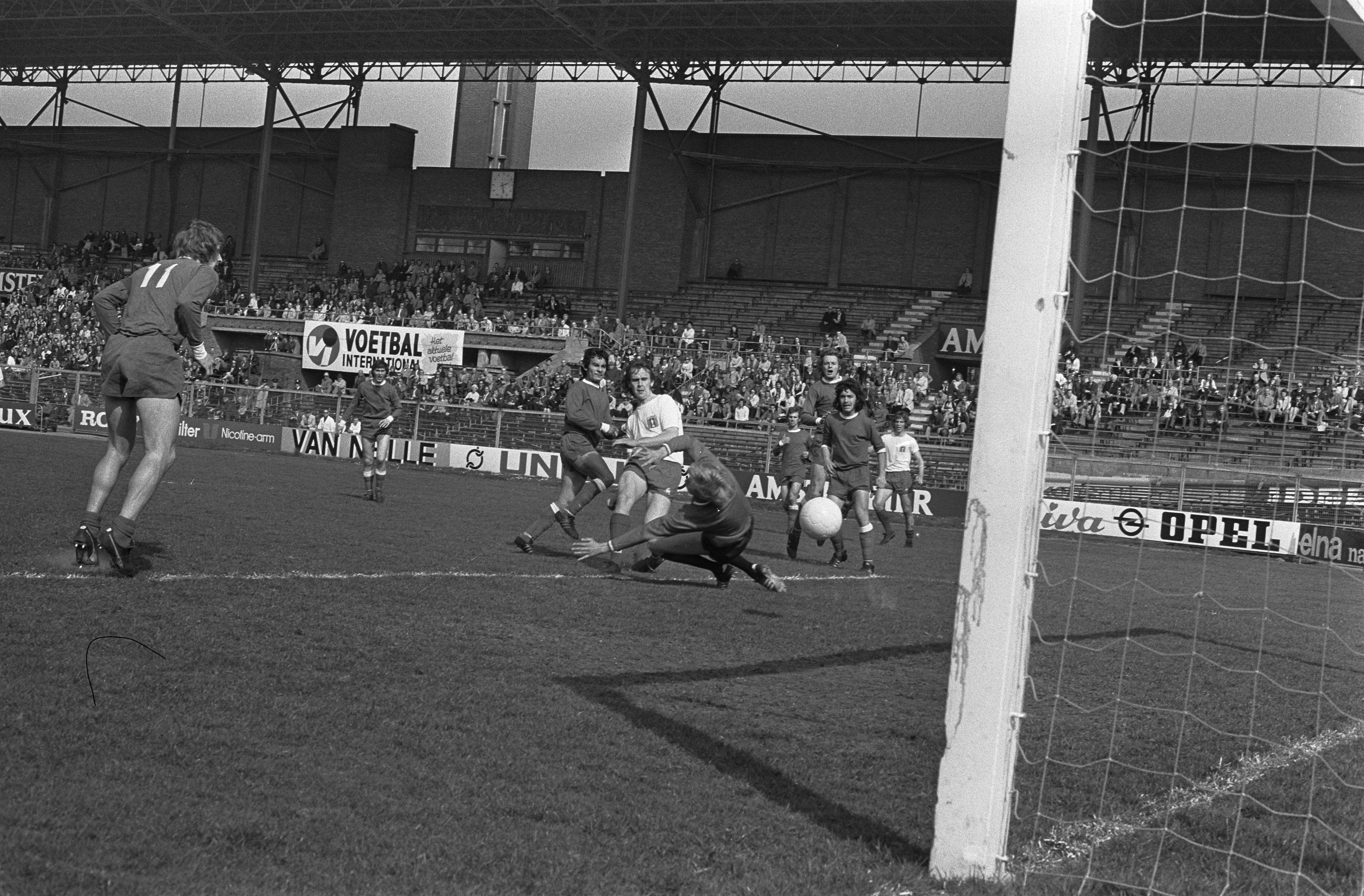
Jaap Visser (wit shirt) scoort namens FC Amsterdam tegen NEC

Jaap Visser (Amsterdam, 30 november 1950) is een voormalig Nederlands voetballer van DWS, FC Amsterdam, Telstar en FC Volendam.
In 1970 kwam hij bij de selectie van DWS. Visser maakte in het seizoen 1971-1972 zijn debuut namens DWS in de eredivisie. Na de fusie van DWS in 1972 met Blauw-Wit bleef Visser de nieuwe club FC Amsterdam trouw.
Visser groeide uit tot een gewaardeerde middenvelder en reikte in het seizoen 1974-1975 met FC Amsterdam tot de kwartfinale van het UEFA Cuptoernooi, waarin 1. FC Köln te sterk bleek. Visser tekende wel voor de enige Amsterdamse treffer in de met 5-1 verloren uitwedstrijd.
In 1976 stapte Visser op huurbasis over naar Telstar waar hij slechts één seizoen bleef. Hij stapte over naar FC Volendam dat net gepromoveerd was naar de eredivisie. Visser speelde twee seizoenen voor de palingboeren, maar na de degradatie in 1979 zette hij een punt achter zijn loopbaan in het betaalde voetbal.